# Chocianów
Chocianów [xɔˈt͡ɕanuf], tyska: Kotzenau, är en stad i sydvästra Polen, belägen i distriktet Powiat polkowicki i Nedre Schlesiens vojvodskap. Tätorten hade 8 165 invånare i juni 2014 och utgör centralort i en stads- och landskommun med totalt 13 046 invånare.

## Historia
Ortens namn omnämns första gången 1284, då en Nikolaus de Cosenow omnämns i ett dokument. Hertigen Bolko I av Świdnica lät uppföra ett slott i byn 1297, och 1487 omnämns även ett kapell. Från 1526 tillhörde orten huset Habsburgs kronländer. En stenkyrka uppfördes omkring 1596. 
Orten förstördes av Albrecht von Wallensteins kejserliga trupper 1633 och förblev under återstoden av trettioåriga kriget en ödeby. Efter kriget återuppbyggdes orten. Genom Österrikiska tronföljdskriget blev orten 1742 del av kungadömet Preussen tillsammans med större delen av Schlesien. 1746 brann orten och kyrkan, som återuppbyggdes under påföljande år.
Orten hade 53 hantverkare och 11 köpmän 1842, samt två vattenkvarnar och sju väderkvarnar. 1846 öppnades postkontoret och 1892 färdigställdes järnvägen genom staden mellan Freystadt och Reisicht. 1894 fick orten stadsrättigheter och 1899 stod rådhuset färdigt. De sista godsherrarna på stadens slott var släkten von Dohna, men i modern tid har slottet förfallit och finns endast kvar som ruin.
Staden intogs av den sovjetiska 13:e armén 10 februari 1945, och staden blev efter krigsslutet del av Polen. Den tysktalande befolkningen fördrevs västerut och orten återbefolkades av polska bosättare och flyktingar. Staden döptes officiellt om till Chocianów  och 1952 hade befolkningen åter växt sig tillräckligt stor för att den första förskolan skulle öppnas.

## Kända invånare
- Hermann zu Dohna-Kotzenau (1809–1872), liberal politiker, ledamot av Tysklands riksdag.
- Robert Grzywna (1974–2010), pilot och major i Polens flygvapen, andrepilot vid flygolyckan i Smolensk.
- Maciej Zięba (* 1987), polsk-tysk fotbollsspelare.